# Gustav Adolfs församling, Lunds stift
Gustav Adolfs församling var en församling i Lunds stift och i Kristianstads kommun. Församlingen uppgick 2002 i Gustav Adolf-Rinkaby församling.

## Administrativ historik
Församlingen har medeltida ursprung. Namnet var före 1778 Viby församling.
Församlingen utgjorde till 1618 ett eget pastorat för att därefter till 1681 vara moderförsamling i pastoratet Viby och Rinkaby. Från 1681 till 1856 var församlingen annexförsamling i pastoratet Åhus, Gustav Adolf och Rinkaby för att därefter till 1962 åter vara moderförsamling i pastoratet Gustav Adolf och Rinkaby. Från 1962 till 2002 var församlingen annexförsamling i pastoratet Fjälkinge, Nymö, Gustav Adolf och Rinkaby. Församlingen uppgick 2002 i Gustav Adolf-Rinkaby församling.

## Kyrkoherdar
| Ämbetstid | Namn                          | Levnadstid | Övrigt      |
| --------- | ----------------------------- | ---------- | ----------- |
| 1564      | Jörgen Simonsen               |            | Pastor      |
| 1584–1610 | Christiern Mattssön           |            | Sockenpräst |
| 1617      | Anders                        |            | Pastor      |
| 1624      | Mogens Lauritson              |            | Pastor      |
| 1635–1654 | Jakob Olsen                   |            | Pastor      |
| 1654–1660 | Swend Olsen                   |            | Pastor      |
| 1661–1668 | Hendrich Jörgensen Mullerpass | död 1668   | Pastor      |
| 1668–     | Gregorius Nicolai             |            | Pastor      |
| 1675–1681 | Hans Hansson Gudmantorph      |            | Pastor      |
| 1856–1900 | Samuel Adrian                 | 1816–1900  | Pastor      |

## Kyrkor
- Gustav Adolfs kyrka